# Veliko Selo (Loznica)
Pour les articles homonymes, voir Veliko Selo.
Veliko Selo (en serbe cyrillique : Велико Село) est un village de Serbie situé sur le territoire de la Ville de Loznica, district de Mačva. Au recensement de 2011, il comptait 426 habitants.

## Démographie

### Évolution historique de la population
| 1948 | 1953 | 1961 | 1971 | 1981 | 1991 | 2002 | 2011 |
| ---- | ---- | ---- | ---- | ---- | ---- | ---- | ---- |
| 755  | 809  | 729  | 673  | 651  | 577  | 466  | 426  |

|  |